# Изумрудный (Красноярский край)
Изумрудный — посёлок в Ирбейском районе Красноярского края, административный центр Изумрудновского сельсовета. Выделен в 1989 году из Ирбейского сельсовета.

## География
Находится в примерно в 1 километре на северо-запад от районного центра села Ирбейское.

## Климат
Климат резко континентальный, с продолжительной морозной зимой и коротким тёплым летом. Средняя температура воздуха самого тёплого месяца (июля) составляет 18,3 °C (абсолютный максимум — 38 °C); самого холодного (января) — −21,1 °C (абсолютный минимум — −60 °C). Продолжительность безморозного периода составляет в среднем 90 дней. Среднегодовое количество атмосферных осадков составляет 484 мм, из которых 367 мм выпадает в период с апреля по октябрь. Снежный покров держится в течение 170 дней.

## Население
Постоянное население составило 723 человек в 2002 году (96 % русских), в 2010 году 658 человек.